# Gualino
Gualino est une maison d'édition française, aujourd'hui département de la société Lextenso éditions.

## Domaine
Son catalogue propose aux étudiants et aux professionnels des ouvrages de formation dans les domaines du droit, de la sociologie, de la gestion de l’entreprise, de la comptabilité ou de la finance.
Gualino est une marque éditoriale de Lextenso Éditions. Elle publie une centaine de titres par an, dont près de la moitié constituée de nouveautés.

## Historique
La société a été fondée en 1995 par Philippe Gualino (1950-2019).
Après avoir été classé 2e éditeur juridique, Gualino devient le 4e éditeur universitaire en économie-gestion en nombre d'exemplaires vendus entre septembre 2011 et août 2012.